# Thanos
Thanos es un supervillano ficticio que aparece en los cómics estadounidenses publicados por Marvel Comics. Creado por el escritor y artista Jim Starlin, el personaje apareció por primera vez en The Invincible Iron Man #55 (febrero de 1973). Su nombre es en parte un juego de palabras que hace referencia al término griego Θάνατος (Thánatos, "muerte"), pero sobre todo es una deformación del nombre del dios de la muerte no violenta, Tánatos. Es hijo de Mentor y hermano de Starfox. Se trata de uno de los villanos más poderosos de todo el Universo Marvel con un temperamento bastante malvado y se ha enfrentado a muchos héroes, incluidos los Vengadores, los Guardianes de la Galaxia, los Cuatro Fantásticos, los X-Men y otros.
El personaje aparece en el Universo Cinematográfico de Marvel, interpretado por Damion Poitier en The Avengers (2012), y por Josh Brolin en Guardianes de la Galaxia (2014), Avengers: Age of Ultron (2015), Avengers: Infinity War (2018), Avengers: Endgame (2019) y en What If...?  (2021), mediante la captura de voz y movimiento. El personaje ha aparecido en otros productos respaldados por Marvel, incluidas series de televisión animadas, juegos electrónicos y videojuegos.

## Origen
El personaje fue creado por el escritor-artista Jim Starlin, que concibió originalmente a Thanos de Titán durante sus clases de psicología en la universidad.
Citando a Starlin: «Fui a la universidad tras cumplir con el servicio militar de los UA y antes de conseguir un trabajo en el mundo de los cómics. Hubo una clase de psicología en la que di finalmente con Thanos… y Drax el Destructor, quizás fue en terapia de control de la ira. Por eso visité Marvel y el editor Roy Thomas me preguntó si quería escribir un número de Iron Man. Sentí que era mi única oportunidad de llegar a crear un personaje, y no tenía confianza en que mi carrera fuera a durar más de unas semanas. Así que se sintieron atraídos por él. Thanos era un personaje mucho más débil, y Roy sugirió que le diera un aspecto más poderoso, por lo que lo aumenté bastante con respecto a los bocetos iniciales... y posteriormente me gustó tanto el seguir dándole poder que continuó creciendo en tamaño».
Starlin ha admitido que la creación del personaje estuvo influenciado por el Darkseid de Jack Kirby.

## Historia
Thanos nació en el planeta Titán como el hijo de los Eternos Mentor (A'Lars) y Sui-San, y su hermano es Eros de Titán, también conocido como Starfox. Thanos lleva el gen Deviants, y como tal, comparte la apariencia física de la raza de los primos Eternos. Al nacer, su madre se sorprendió por su apariencia e intentó matarlo, debido a que creía que su hijo aniquilaría toda la vida en el universo, pero fue detenido por A'lars, el padre de Thanos. Durante sus años escolares, Thanos era un pacifista y solo jugaba con su hermano Eros y sus mascotas. En la adolescencia, Thanos se había fascinado con el nihilismo y la muerte, adorando y finalmente enamorándose de la encarnación física de la muerte, la señora Muerte. Como adulto, Thanos aumentó su fuerza física y sus poderes a través de su conocimiento científico superior. También intentó crear una nueva vida para sí mismo al engendrar muchos niños y convertirse en pirata. No encuentra ninguna satisfacción en ninguno de los dos hasta que es visitado nuevamente por Señora Muerte, por quien asesina a su descendencia y su capitán pirata.

### Cubo Cósmico y Gemas del Infinito
Deseando impresionar a la Señora Muerte, Thanos reúne a un ejército de alienígenas malvados y comienza un bombardeo nuclear de Titán que mata a millones de su raza. Buscando el poder universal en la forma del Cubo Cósmico, Thanos viaja a la Tierra. Antes de aterrizar, su embarcación destruye un automóvil cercano cuando una familia es testigo de su llegada. Sin saberlo Thanos, dos de los miembros de la familia en el vehículo sobreviven: el espíritu del padre es preservado por la entidad cósmica Titanian Kronos y se le da una nueva forma como Drax el Destructor mientras que el padre de Thanos, Mentor, encuentra a la hija y se eleva para convertirse en la heroína Dragón Lunar. Thanos finalmente localiza el Cubo y también atrae la atención de Señora Muerte. Deseando que el Cubo lo haga omnipotente, Thanos luego descarta el Cubo. Él encarcela a Kronos y se burla de la heroína Kree, la Capitana Marvel, quien, con la ayuda del equipo de superhéroes Vengadores e ISAAC (una súper computadora basada en Titán), finalmente puede derrotar a Thanos destruyendo el Cubo.
Thanos más tarde viene a ayudar a Adam Warlock en una guerra contra el Magus y su imperio religioso. Durante esta alianza, Thanos cultiva un plan para reunirse con la Señora Muerte, y en secreto extrae las energías de la gema del alma de Warlock, combinándolas con el poder de las otras Gemas del Infinito para crear un arma capaz de destruir una estrella. Warlock convoca a los Vengadores y al Capitán Marvel para detener a Thanos, aunque el plan se frustra cuando Thanos mata a Warlock. El Titán se reagrupa y captura a los héroes, que son liberados por Spider-Man y Thing. Thanos finalmente es detenido por Warlock, cuyo espíritu emerge de la gema del alma y convierte al Titán en piedra. El espíritu de Thanos reaparece para acompañar al alma de un Capitán Marvel moribundo en el reino de la Muerte.

### Saga del Infinito
Thanos finalmente resucita, y recoge las Gemas Infinitas una vez más. Él usa las gemas para crear el Guantelete del Infinito, haciéndose omnipotente, y borra la mitad de los seres vivos del universo para demostrar su amor a la Muerte. Este acto y varios otros actos pronto serán deshechos por Nebula y Adam Warlock. Warlock revela que Thanos siempre se ha dejado vencer porque el Titán sabe en secreto que no es digno del poder supremo. Thanos se une a Warlock como parte de la Guardia del Infinito y lo ayuda a derrotar primero a su maldad y luego a las buenas personas y curar a Thor de la "locura guerrera".

### Otras aventuras
Más tarde, Thanos recluta a un equipo de súper villanos con destino a la Tierra y los coloca bajo el liderazgo de campo de Geatar en una misión para capturar a un antiguo robot que contiene el oscuro conocimiento de una biblioteca universal y extraer sus datos. Thanos usa la información del robot para trazar y luchar contra Tirano, la primera creación de Galactus convertida en destructor. Cuando está atrapado en una dimensión alternativa, Thanos emplea la ayuda del hermano de Ka-Zar, Parnival Plunder, y más tarde, Hulk para escapar, aunque ambos intentos no tienen éxito. Thanos finalmente es liberado y entra en conflicto con Thor, alineándose con Mangog en un esquema para obtener poderosos talismanes místicos y cósmicos que le permitirán destruir toda la vida en el universo, y durante su batalla contra Thanos diezma en el planeta Rigel-3.
Thanos luego usa a los héroes Thor y Genis-Vell (el hijo del Capitán Marvel) contra el dios de la muerte Walker, quien intenta atraer a la Muerte y luego destruir a la entidad después de ser rechazado. Entonces Thanos elabora un plan para convertirse en el Padre de todos de un nuevo panteón de dioses creado por él mismo. Thanos, sin embargo, se opone a él, el anterior miembro de los Vengadores, Mantis y su hijo Quoi, que aparentemente está destinado a ser el Mesías Celestial. Thanos abandona este plan después de tener que unirse con la Señora Muerte para destruir la "Rot", una aberración cósmica en el espacio profundo causada por el incesante amor de Thanos por la Muerte. Thanos también una vez realizó una extensa investigación sobre genética, estudiando a muchos de los héroes y villanos del universo antes clonánadolos, y empalmó su propio ADN en los sujetos. Aunque más tarde abandona el proyecto, sobreviven cinco clones, siendo versiones de Profesor X, Iron Man, Gladiador, Doctor Strange y Galactus respectivamente. También aparece una sexta versión sin nombre de Thanos, y se revela que las encarnaciones de Thanos encontradas en el pasado por Thor y Ka-Zar eran en realidad clones. Los verdaderos Thanos, con la ayuda de Adam Warlock, Gamora, Pip el Troll, Spider-Man, Capitán Marvel y Dr. Strange, destruyen los clones restantes.
Cuando el antiguo faraón egipcio Akhenaton usa una fuente de poder cósmico, el Corazón del Universo, para tomar el poder en la Tierra actual (matando a la mayoría de los héroes de la Tierra en el proceso), Thanos usa una estratagema de viaje en el tiempo para derrotarlo. Luego Thanos usa el Corazón del Universo para revertir las acciones de Akhenaton y también se vio obligado a corregir una falla en el universo, por la cual la Muerte lo besa, y le habla por primera vez. Cambiado por la experiencia, Thanos aconseja al confidente Adam Warlock que ya no buscará la conquista universal.
Thanos decide expiar la destrucción de Rigel-3 y acepta ayudar a una colonia de Rigellianos a evacuar su planeta antes de que Galactus pueda consumirlo. Durante el curso de esta misión, Thanos se entera de que Galactus está recolectando las gemas infinitas en un esfuerzo por acabar con su implacable hambre. Más tarde, Thanos se entera de que Galactus está siendo manipulado para liberar una amenaza multiversal llamada Hambre, que se alimenta de universos enteros. A pesar de la oposición de Thanos, Galactus libera involuntariamente a la entidad, y cuando se revelan sus intenciones, la pareja se une e intenta destruirla.
En el camino hacia Kyln, una prisión intergaláctica, Thanos se encuentra con la Muerte por primera vez desde que reconstruyó la existencia con el Corazón del Universo. La muerte dice que vale la pena cortejar, pero dice que Thanos debe ofrecer algo más que la muerte. En los encuentros de Kyln Thanos, Peter Quill, que se ha retirado del papel de Star-Lord, y el guerrero strontiano Gladiador del Imperio Shi'ar, ambos prisioneros, así como el Beyonder, que se ha vuelto amnésico por su elección de asumir una forma humanoide femenina, Thanos lucha contra Beyonder, causando que su mente se apague y dejando su poder atrapado en una forma física en coma. Luego, Thanos instruye a los oficiales de Kyln para que mantengan a Más Allá de la Vida por tiempo indefinido a fin de evitar que la entidad renazca. La destrucción libera a Thanos y sus compañeros de prisión, y se encuentra acompañado por el caos-ácaro Skreet en sus planes para dejar los restos de la prisión. Descubre, sin embargo, que la destrucción causada por la batalla con Beyonder ha liberado al último prisionero que trajo a Peter Quill antes de renunciar al título de El Caído que se reveló como el verdadero primer Heraldo de Galactus, que había sido retenido en un contenedor profundo en el Kyln. Thanos derrota al ex heraldo y lo coloca bajo control mental completo. Más tarde aparece en Wisconsin tratando de cargar un arma llamada Pyramatrix con la fuerza vital de todos en la Tierra hasta que es derrotado por Chica Ardilla. Después de la batalla, Uatu, el Observador, aparece y confirma a Chica Ardilla que derrotó a los Thanos reales, no a un clon o copia.

### Annihilation
Durante la Guerra de Aniquilación, Thanos se alía con el genocida villano Annihilus. Cuando la Ola de Aniquilación destruye a Kyln, Thanos envía a los Caídos para verificar el estado de Beyonder, cuya forma mortal encuentra que ha perecido. Antes de que los Caídos puedan informar a Thanos, se encuentra con Tenebrous y Aegis: dos de los antiguos enemigos de Galactus. Thanos convence a Tenebrous y Aegis de unirse a la Ola de Aniquilación para vengarse de Galactus, y posteriormente derrotan al Devorador del mundo y al Silver Surfer. Annihilus desea el secreto del poder cósmico y le pide a Thanos que estudie Galactus. Una vez que Thanos se entera de que el verdadero objetivo de Annihilus es usar el Poder Cósmico. Para destruir toda la vida y seguir siendo el único sobreviviente, decide liberar a Galactus. Drax el Destructor mata a Thanos antes de que pueda hacerlo, pero descubre que Thanos había colocado un dispositivo a prueba de fallos para permitir que Silver Surfer liberara a Galactus en caso de que Annihilus lo traicionara. Durante una batalla climática con Annihilus, Nova está cerca de la muerte y ve a Thanos de pie junto a la Señora Muerte.

### El imperativo de Thanos
Se revela que un capullo protegido por la Iglesia Universal de la Verdad esconde a Thanos, que ha sido elegido por Oblivion como el nuevo Avatar de la Muerte. Resucitado antes de que su mente pudiera formarse por completo, Thanos sufre un alboroto sin sentido antes de ser capturado por los Guardianes de la Galaxia. Thanos pretende ayudar a los Guardianes contra el invasor Cancerverse, y después de descubrir su origen mata a una versión alternativa de Mar-Vell, el autoproclamado Avatar de la Vida. Esto provoca el colapso del Cancerverse, y Nova se sacrifica a sí mismo en un intento por contener a Thanos dentro de la realidad implosiva. Thanos se escapa y regresa a la Tierra buscando un cubo cósmico artificial. Forma una encarnación del grupo criminal Zodiac para recuperarlo, pero es derrotado por los Vengadores y los Guardianes de la Galaxia y es remitido a la custodia de los Ancianos del Universo.

### Infinito
Thanos pronto vuelve a invadir la Tierra después de haber sido informado de que la mayoría de los Vengadores han abandonado el planeta temporalmente. Él lanza un ataque a Attilan, que ofrece a cambio de las muertes de todos los inhumanos entre las edades de 16 y 22 años. Black Bolt luego informa a los Illuminati que el verdadero propósito de la invasión es encontrar y matar a Thane, un híbrido Eterno / Inhumano que Thanos había engendrado secretamente años antes. Thanos está atrapado en un limbo de bolsillo de estasis por su hijo. Thanos es liberado por Namor y estuvo entre los villanos que se unieron a su Camarilla para destruir otros mundos. Más tarde, Thanos encuentra su final en Battleworld, donde es asesinado fácilmente por el dios emperador Doom durante un intento de insurrección.

### Ultimates y Civil War II
Thanos es devuelto a la vida involuntariamente por Galactus. Cuando Thanos se prepara para atacar una instalación del Proyecto Pegaso para robar un Cubo Cósmico, es emboscado y derrotado por un equipo de Vengadores. Durante su batalla, hiere mortalmente a War Machine y hiere gravemente a She-Hulk. Después de su derrota, es encarcelado en el Triskelion, y manipula a Anti-Man para facilitar su escape. Thanos va en una ola de asesinatos, pero Pantera Negra, Blue Marvel y Monica Rambeau pueden detenerlo ideando un dispositivo que bloquea las sinapsis eléctricas en su cerebro.

### Thanos Regresa
Thanos, de alguna manera, se recupera y escapa del cautiverio, y recupera sus fuerzas del Orden Negro de Corvus Glaive. Después de retomar el mando de su puesto en el Cuadrante Negro, Thanos descubre que se está muriendo. Thanos intenta obligar a Mentor a encontrar una cura para su enfermedad, pero lo mata cuando no puede. Poco después de que Thanos fuera golpeado y detenido por la Guardia Imperial Shi'ar después de que él invadiera la estación planetaria de las instalaciones de su padre sentado en su territorio. Un rápido salto hacia el futuro muestra al hijo separado de Thanos, Thane, quien superó a su padre loco con la personificación de la muerte a su lado.
Actualmente encerrado en un Alcatraz cósmico de máxima seguridad, Thanos se sienta solo dentro de una célula mientras su enfermedad hace estragos en su cuerpo. Todo mientras se burlaba de su director de la prisión, a quien atraía a una falsa sensación de seguridad para escapar; arrancando su brazo para escapar y asesinando a la mitad de su personal en un intento por la libertad. Habiendo escapado por poco de su prisión antes de su autodestrucción, Thanos se retira a un puesto de avanzada oculto donde una vez estaba estacionada una colonia mercenaria itinerante que solo era leal a él. Solo para encontrarlo diezmado a manos de la nueva amante de Señora Muerte; quien revela que ella había golpeado a su antiguo avatar con su enfermedad fatal, siendo su hijo Thane, ahora con el poder de la Fuerza Fénix. Quien bajo su persuasión, había desterrado al loco titán de regreso a la diezmada Luna de Titán, ahora completamente despojado de sus poderes divinos.
Durante los próximos meses, Thanos sobreviviría solo y casi sin poder en las ruinas de su ciudad natal. Sobreviviendo de la carne de parásitos mutados y siendo abordado por los carroñeros locales que se aprovecharon de él en su estado debilitado, pronto es recogido por la improbable cuadrilla de las traiciones traídas de Thane, Tryco Slatterus, su hija adoptiva Nebula y su hermano Eros de Titán. Habiendo oído hablar de su difícil situación, los tres se sintieron consternados al encontrar a Thanos despojado de todo lo que era y había sido; su segunda hija solo aceptó venir para poder matar a su padre, inmediatamente lo atacó.
Starfox pudo anticiparse a su intento de patricidio al tiempo que invitaba a un tirano de un hermano a bordo de su embarcación. Thanos mencionó que la única manera de aliviarlo de su mortalidad era buscar la Cantera de Dios anunciada por Las Brujas del Infinito. Starfox inicialmente lo descartó como fábula y folklore. Ahora, en el camino hacia el aquelarre cósmico situado en el borde del universo conocido, Thanos y su tripulación se detienen en un agujero negro, sabiendo muy bien que es donde las brujas hacen su hogar. El Titán Loco salta al agujero de la nada junto a su hermano, que no confía en su carnicero hermano con el supuesto poder infinito de dicho colectivo; habiendo sobrevivido a la fuerza aplastante de la singularidad en la que se sumergieron, Thanos y Eros son recibidos por el Coven en el cementerio piadoso.
Thanos exige a los tres que son uno para devolverle su divinidad. Starfox hace todo lo posible para que las hechiceras sean reprendidas por ellos, para la alegría de Thanos cuando lo envejecieron prematuramente. Al ver que no era su lugar para destruir ni rechazar a quienes los buscaban, las Brujas profesan que la única manera de que el caudillo se recupere es subir a la Cantera de Dios y esperar una prueba que ponga a prueba su alma. Inmediatamente después de poner un pie en el cementerio de los dioses antiguos, Thanos es subsumido en el lecho de roca en el que descansan.
A medida que comenzó su viaje por el núcleo, el juicio de Thanos comenzó con él como líder de la Tierra y de los campeones más grandes de los universos, los Vengadores. Pero es incapaz de escapar de la molesta sensación de haber olvidado algo, hasta que la propia cantera con el disfraz de Falcon le recuerda quién solía ser; tentándolo a vivir como un héroe y un hombre en paz por primera vez en su vida inmortal. Pero Thanos se ríe como un maníaco mientras reprende fríamente ese camino, matando despiadadamente a sus amigos y aliados mientras elige seguir siendo quien siempre fue. Su poder cósmico regresó a él, Thanos es liberado de la Cantera de Dios, en donde inmediatamente aborda a su hermano Eros y amenaza al aquelarre para liberarlo de su dominio para que pueda deshacerse de Thane de una vez por todas.

### Thor Indigno
En la época de la aparición del nuevo Thor, Thanos es abordado por una misteriosa mujer encapuchada, que propone una alianza. Él le encarga que le traiga el martillo del difunto Ultimate Thor. La mujer falla, pero se quita el disfraz para revelarse a sí misma como Hela, la diosa nórdica de la muerte. Ella le dice a Thanos que necesita su ayuda para reclamar a Hel y, a cambio, le ofrece lo único que ha estado buscando durante toda su vida: la muerte. Después de esto, los dos se besan.

### Thanos Gana
Algún tiempo después de su batalla con Thane, Thanos viaja al mundo natal de Chitauri. Sin embargo, al subyugar al planeta, es atacado por un ser identificado solo como The Rider, que captura a Thanos y usa un pedazo de la Piedra del Tiempo fracturada para traer a Thanos millones de años en el futuro, donde se encuentra con una versión mayor de sí mismo que ha destruido casi toda la vida en el universo. Al principio, Thanos cree que es una especie de truco, pero está convencido una vez que el futuro Thanos pronuncia el nombre Dione, que la madre de Thanos había planeado llamarle antes de que se volviera loca. El rey Thanos revela que necesita la ayuda de su yo más joven para derrotar al Caído, el último ser dejado en el Universo, para que finalmente pueda reunirse con la Muerte. Pronto llega el Caído, que se revela como un surfista plateado oscurecido armado con las hordas de Annihilus y el fallecido Mjolnir de Thor, que utiliza este último para matar rápidamente al jinete. El surfista se distrae con el salvaje Hulk que Thanos mantuvo encadenado en su sótano, lo que permite que los dos Thanos lo maten usando la Espada Crepuscular de Surtur. Tras la muerte de la persona que practica surf, Muerte llega, y Thanos se da cuenta de la verdadera razón por la que el Rey Thanos lo trajo al futuro: para que el Rey Thanos finalmente pueda morir, razonando que si él debe morir, solo puede estar en manos de él mismo. Al principio, Thanos está más que feliz de complacer la solicitud de su futura contraparte, pero se detiene rápidamente, decepcionado por lo patético y sumiso que se ha convertido su ser mayor. Resolviéndose a nunca volverse tan patético y complaciente como el Rey Thanos se ha vuelto, Thanos usa el fragmento de la Gema del Tiempo y el Poder Cósmico, dejó en el cadáver de Surfer para volver al día presente. A medida que el futuro comienza a desmoronarse a su alrededor, el Rey Thanos se da cuenta de que su yo más joven ha tomado las medidas necesarias para garantizar que esta línea de tiempo nunca se lleve a cabo. Mientras se desvanece en la nada, el Rey Thanos le pregunta a la Muerte qué hizo su yo más joven, a lo que ella simplemente responde "él ganó".

### Guerra Infinita
Durante la historia de "Guerra Infinita", Thanos descubre más tarde que las piedras del infinito se están recolectando una vez más y comienza a planear para volver a montar su guante. Sin embargo, es atacado por Requiem, a quien aparentemente reconoce, y es asesinado rápidamente. Luego destruye el Guantelete del Infinito y también manda a los Chitauri leales a Thanos a morir.

## Poderes y habilidades

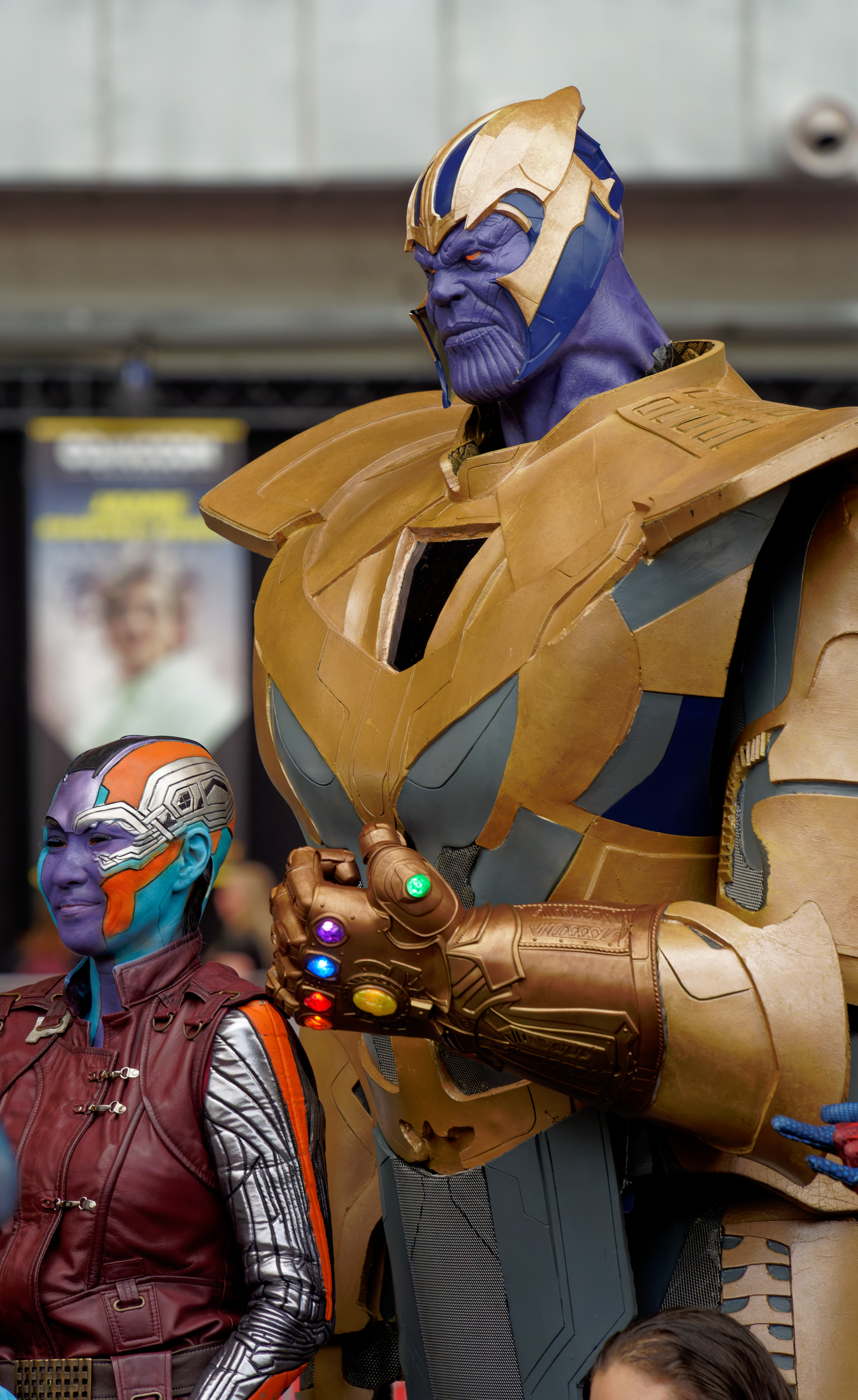
Cosplayers de Thanos y Nebula, su hija adoptiva, en la ComicCon de Bruselas 2023.

Thanos es un miembro mutante de la raza de superhumanos conocidos como los Eternos de Titán. El personaje posee habilidades comunes a los Eternos, pero se amplifica en mayor grado a través de una combinación de su patrimonio mutante-Eterno, amplificación biónica, misticismo y poder otorgado por la entidad abstracta, la Muerte. Demostrando una enorme fuerza, velocidad, reflejos, agilidad, resistencia, durabilidad sobrehumana, invulnerabilidad e inmortalidad.
Thanos puede absorber, manipular y proyectar grandes cantidades de energía cósmica. Puede proyectar rayos devastadores de sus ojos, manos e incluso de todo su cuerpo. Es capaz volar, de teletrasportarse a varias partes del universo, usar telequinesis, telepatía, también tiene la capacidad de respirar en el espacio exterior y puede manipular la materia. Thanos es un consumado combatiente mano a mano, que ha sido entrenado en el arte de la guerra en Titán.
Thanos ha demostrado ser capaz de defenderse brevemente en la batalla contra Odín, y de aplastar a Galactus.
Thanos es un supergenio en prácticamente todos los campos conocidos de la ciencia avanzada y ha creado una tecnología que excede con creces a la ciencia de la Tierra contemporánea. A menudo emplea una silla de transporte con capacidad de vuelo espacial, proyección de campo de fuerza, teletransportación, viaje en el tiempo y movimiento a través de universos alternos. Thanos es también un maestro estratega y utiliza varias naves espaciales, al menos tres bajo el nombre "Santuario", como base de operaciones.

## Otras versiones
- En los libros de 1996 de Amalgam Comics publicados conjuntamente por DC Comics y Marvel, Thanos se fusionó con Darkseid para convertirse en "Thanoseid".[74]
- En la serie limitada de la Tierra X del universo alternativo, Thanos vivía en el Reino de los Muertos con la entidad Muerte.[75] Se revela que su madre era una Skrull y la Muerte usó su secreto para hacerle creer que la Muerte era su madre. Cuando se revela el engaño, él usa el Anulador final sobre la Muerte.[76]
- El título de la huella de Ultimate Marvel Ultimate Fantastic Four presenta una versión del universo alternativo de Thanos que es el gobernante de Acheron (y tiene un hijo llamado Ronan el Acusador, que está en posesión de un Cubo Cósmico[77]), un vasto imperio compuesto por miles de mundos en otro plano de existencia.[78]
- Las características de Thanos en la serie limitada Marvel Zombies 2, ambientadas en el universo alternativo de la Tierra-2149. Habiendo sido "zombificado" y reclutado en el Galacti cósmicamente potenciado, el personaje es asesinado por el Hulk cósmico después de un altercado sobre la comida.[79]
- Al final de Venomverse, un Thanos que fue consumido por los Venenos y fue el primero al mando, junto con un Doctor del Veneno, Doom se enfrentó a Doom después de la derrota de Doom por parte del Ejército Venom.[80] Después de eso, él y Doom intentaron invadir la Tierra-616, pero después de la muerte de la Reina del Veneno, la mayoría de los Venenos, incluidos Thanos y el Doctor Doom, fueron destruidos.[81]
- En una realidad alternativa, el Jinete es revivido por Odin para deshacerse de Thanos antes de que crezca para convertirse en un villano. Cuando su Mirada de Penitencia no funciona, ya que el bebé Thanos aún no ha cometido ningún pecado, el Jinete toma al Bebé Thanos bajo su ala y planea cambiar su futuro de esta manera.[82]

## En otros medios

### Televisión
- Thanos apareció en la serie de televisión animada Silver Surfer, con la voz de Gary Krawford. Debido a los estándares de transmisión de Fox, Thanos es representado como un adorador de Dama Caos. Thanos habla con una estatua de Dama Caos en su nave.[83]
- Thanos aparece en The Super Hero Squad Show, con la voz de Steven Blum en su primera aparición,[84] y de Jim Cummings en todas las demás apariciones.
- Thanos es el villano principal en la Temporada 2 de Avengers Assemble,[85] con la voz de Isaac C. Singleton Jr.,[86] después que apareció como cameo al final de la Temporada 1 al haber obtenido el Teseracto a manos de Red Skull:
  - En el episodio 1, "El Arsenal", Thanos envía una flota de naves alienígenas de perseguir a Red Skull que tiene la Gema de Poder siendo ayudado por los Vengadores.
  - En el episodio 2, "Thanos Ataca", aparece en la lucha contra los Vengadores, hasta ser vencido por el Arsenal al autodestruirse, pero sabe que volverá por las Gemas del Infinito.
  - En el episodio 12, "Widow Escapa", cuando Black Widow intenta llevarse las Gemas, junto a Thor, e intenta salvar a los Vengadores siendo corrompida por las Gemas, Thanos regresa y las obtiene con el Guantelete del Infinito.
  - En el episodio 13, "Thanos Victorioso", Thanos planea ejercer su poder sobre el universo con las Gemas cuando los Vengadores logran vencerlo con el Arsenal ya reconstruido, antes de ser poseído y siendo convertido en Ultron. Thanos fue llevado en custodia por los Guardianes de la Galaxia.
  - En el episodio 25, "Nuevas Fronteras", Thanos es liberado de su prisión por el Orden Oscuro para así continuar con sus planes de conquista.
  - En el episodio 26, "Un Mundo de Vengadores", Thanos y el Orden Negro planean atacar la Tierra para conquistarla, lo cual no saben que los Vengadores son más de ocho héroes para combatirlos, cuando las personas los defienden en contra de Thanos y el Orden Negro antes de ser destruido por el sistema de defensa del gobierno.
- Thanos aparece en la serie de 2016 Guardianes de la Galaxia, nuevamente con la voz de Isaac C. Singleton Jr.
  - En la primera temporada, episodio 1, "El Camino a Knowhere", cuando Korath le da un mensaje a Thanos sobre una misteriosa caja que es la Semilla Cósmica.
  - En el episodio 2, "Sin Escapatoria", aparece en Knowhere en la lucha contra Drax, después de mandarle un mensaje a Korath para Thanos.
  - En el episodio 14, "No Pierdas la Fé", aparece cuando J´son lo llama al estar en connivencia con Thanos, en hacer un acuerdo que ha sido dispuesto para J'son en llevar la Semilla Cósmica y a Star-Lord a él cuando llegue ese día.
  - En el episodio 17, "Persigue a tu Amor", cuando J´son se comunica con Thanos sobre la Semilla Cósmica, antes de que aparezca Star-Lord al ser interrumpido.
  - En el episodio 18, "La Guerra contra Asgard, Parte 1º: El Ataque del Rayo", aparece al final, ante el llamado de J´son cuando es descubierto sobre el robo de la Semilla Cósmica de Asgard.
  - En el episodio 19, "La Guerra contra Asgard, Parte 2º: El Rescate", aparece con el ejército Kree en Spartax y captura a Star-Lord para usarlo en abrir la Semilla Cósmica, y al final convoca un agujero negro en desaparecer todo, hasta ser derrotado por Loki y Star-Lord en atacar a la vez, y es absorbido en el agujero negro.
  - En el episodio 23, "He Buscado Mucho Tiempo", Thanos regresa llegando a la Tierra en enfrentar a Ronan por traicionarlo y le quita la Semilla Cósmica a Star-Lord en controlar la Tierra.
  - En el episodio 24, "La Tierra se mueve", Thanos usa la Semilla Cósmica creando raíces para atacar a los Guardianes de la Galaxia que escapan con Ronan el Acusador y Nebula, pero usan el control de gravedad del Milano para sacarlo de la Tierra, pero por descuido cae a la ciudad de Nueva York que expande la Semilla en el Central Park, y usa el poder en destruir la nave de Ronan. Hasta que los Guardianes se unen y le arrebatan la Semilla Cósmica, pero Thanos al ser noqueado por el tren y de regreso, desaparece arrastrado por raíces
  - En la tercera temporada, episodio 2, "De vuelta al Ritmo de Nueva York", Thanos escapa de su prisión subterránea de Manhattan, teniendo al simbionte Carnage unido a él, enfrentando a los Guardianes de la Galaxia y Spider-Man.
  - En el episodio 3, "Entra Carnage", Thanos busca el simbionte Venom al ir a Horizon High, pero Spider-Man lo obtiene hasta manipularlo, hasta que los Guardianes lo consiguen en vencer a Thanos, congelando a Carnage.
  - En el episodio 4, "Combatí a la ley", Thanos es transportado por los Guardianes, luego al ser perseguidos por los cazarrecompensas de Kallusian, Ravagers e incluso Rhomann Dey y Nova.
  - En el episodio 5, "Lucha en Titán", Thanos es llevado por Nova a su planeta, donde tiene cautivo a su padre, Jesee Alexander, después de ser enfrentado y llevado a los Nova Corps por los Guardianes de la Galaxia.
  - En el episodio final, "Solo una victoria", Thanos es liberado de la prisión de Xandar por los Guardianes y los ayuda a combatir contra Serpiente en Asgard. Luego de ser derrotado por Serpiente, fue arrastrado por Hela, al ser un fanático de su trabajo.
- Se lo menciona en la quinta temporada de Marvel's Agents of S.H.I.E.L.D. como el gran villano que se acerca a la Tierra y por el cual deben prepararse.
- Thanos aparece en Lego Marvel Super Heroes - Guardianes de la Galaxia: La amenaza de Thanos, expresada nuevamente por Isaac C. Singleton, Jr. Envía a Ronan el Acusador y Nebula para encontrar la Piedra de construcción que planea manejar en orden para construir un arma que le ayude a destruir la Tierra.
- Thanos aparece en Lego Marvel Super Heroes - Black Panther: Trouble en Wakanda, expresado de nuevo por Isaac C. Singleton Jr.[87] Después de ser derrotado por los Vengadores, Thanos colabora con Erik Killmonger y Ulysses Klaue en la incursión en Wakanda por su Vibranium. Ayuda a Thanos a ser más fuerte.

### Universo cinematográfico de Marvel
Thanos aparece en las tres primeras fases de las películas del Universo cinematográfico de Marvel, conocidas colectivamente como la "Saga del Infinito", interpretado principalmente por Josh Brolin a través de captura de movimiento. 
- En la película de Thor (2011), durante el primer asalto de los gigantes de hielo en Asgard, al momento en que el Destructor los vaporiza, se puede apreciar en la bóveda de Odín el Guantelete del Infinito.
- Hasta el momento Thanos no había aparecido en ninguna película. No es hasta el final de la película The Avengers (2012) cuando aparece Thanos, en la escena después de los créditos de la película, interpretado por Damion Poirtier, donde se muestra que el líder de los Chitauri, el Otro, le habla a su amo. Al mencionar que atacar a los humanos sería «cortejar a la muerte», él da media vuelta y sonríe mostrándose.
- Apareció en dos escenas en Guardianes de la Galaxia (2014). Él trata de usar a Ronan el Acusador para obtener una gema del infinito (poder), para luego ser traicionado por él. La película también lo presenta como el padre adoptivo de Gamora y Nebula.
- En Avengers: Age of Ultron (2015), aparece en una escena a mitad de los créditos en la que obtiene el Guantelete del Infinito e, insatisfecho con los fracasos de sus peones (Loki y Ronan), decide ir en busca de las Gemas del Infinito personalmente.
- En Thor: Ragnarok (2017) se demuestra que el Guantelete del Infinito que aparece en la bóveda de Odín en Thor (2011) es falso y es solo una réplica del original. En una escena a mitad de créditos, Thanos ha encontrado la nave de Asgard donde se encuentra la Gema del Espacio.
- Brolin interpreta nuevamente su papel en Avengers: Infinity War (2018). Primero aparece atacando a la nave de Thor cuando huye de Asgard. Él derrota a Hulk (antes de ir a la Tierra), mata a Heimdall y Loki y recupera la Gema del Espacio antes de enviar a sus hijos a la Tierra para encontrar la Gema de la Mente y la Gema del Tiempo. Luego viaja a Knowhere para reclamar la Gema de la Realidad. Los Guardianes de la Galaxia llegan y aparentemente matan a Thanos, pero se dan cuenta demasiado tarde de que era una ilusión y que él ya posee la Gema. Usando la Gema de la Realidad, Thanos fácilmente somete a los Guardianes y secuestra a Gamora. Él tortura a Nebula para obligar a Gamora a revelar la ubicación de la Gema del Alma, que está en Vormir. En Vormir se encuentran con Cráneo Rojo, quien los guía hasta la cima de un acantilado cercano. Allí, Cráneo Rojo le explica a Thanos que para obtener la Gema requiere el sacrificio de un ser querido. Thanos entre lágrimas sacrifica a Gamora por la Gema del Alma. Al llegar a su mundo natal de Titán, Thanos usa la Gema de la Realidad para mostrar al Doctor Strange cómo el planeta prosperó una vez y explica que la superpoblación lo llevó a la ruina. Había sugerido matar a la mitad de la población para permitirles sobrevivir, pero su plan fue rechazado y se vio obligado a presenciar la destrucción de su planeta natal. Thanos entonces hizo su objetivo de librar al universo de la mitad de toda la vida sensible para que el mismo destino no le ocurra a ningún otro planeta. Luego se enfrenta a Doctor Strange, Iron Man, Iron Spider y a los Guardianes en batalla. El grupo logra someterlo brevemente e intenta quitarle el Guantelete del Infinito, pero Star-Lord se entera de la muerte de Gamora y ataca a Thanos para vengarla, despertándolo. Este destruye una de la Lunas cercanas y la arroja en Titán en forma de meteoritos para incapacitar al equipo, dejando solo a Iron Man para luchar contra él. Después de una breve pelea, Thanos hiere mortalmente a Iron Man y se prepara para matarlo, pero lo salva después de que Strange renunciara a la Gema del Tiempo. Con cinco de las seis piedras en su poder, Thanos se teletransporta a la Tierra. Thanos llega a Wakanda para reclamar la Gema de la Mente y derrota a los Vengadores restantes con facilidad, sólo para descubrir que la Bruja Escarlata ha destruido tanto a Visión como la Gema. Sin embargo, Thanos simplemente usa la Gema del Tiempo para revertir y deshacer el daño, y arranca con sus propias manos la Gema de la Mente de la cabeza de Visión, matándolo de nuevo. Con las seis Gemas del Infinito recolectadas, Thanos es rápidamente empalado en el pecho con la Stormbreaker de Thor. A pesar de estar gravemente herido, Thanos en tono irónico le menciona a Thor diciendo: "Debiste apuntar a la cabeza", tras este comentario, el malvado titán chasquea los dedos y desaparece tras abrir un portal a un lugar desconocido. Thanos entra en un estado de limbo y se encuentra en un paisaje misterioso, donde se encuentra con una joven Gamora. Thanos le dice que ha logrado su objetivo y Gamora le pregunta cuánto le costó. Solemnemente, Thanos responde que le costó todo, antes de chasquear los dedos con el Guantelete para invocar la devastación que deseaba. La escena final muestra a un Thanos curado, descansando en un planeta desconocido y mirando el atardecer. Sus víctimas conocidas fueron: Heimdall, Loki, El Coleccionista, Gamora, Visión, Bucky, Pantera Negra, Falcon, Groot, Bruja Escarlata, Nick Fury, Maria Hill, Star-Lord, Mantis, Drax el Destructor, Doctor Strange y Iron Spider, además de miles de millones de otros seres vivos.
- En una escena a mitad de créditos de Ant-Man and the Wasp (2018) se revela que Hank Pym, Janet Van Dyne y Hope Van Dyne también fueron sus víctimas por el chasquido de Thanos durante la batalla de Wakanda mientras Scott Lang queda atrapado en el Reino Cuántico sin nadie quien lo ayude a salir.
- Durante Deadpool 2, Deadpool llama de manera burlona "Thanos" a Cable ya que este y Thanos son interpretados por el mismo actor, Josh Brolin.
- Brolin volvió a interpretar su papel en Avengers: Endgame (2019). En la película, después que Thanos eliminó a la mitad de la vida del universo, estando en otro planeta conocido como: "El Jardín", es descubierto por los Vengadores sobrevivientes, quienes vienen a intentar recuperar las Gemas del Infinito, para revertir sus acciones previas, pero este revela que ya había destruido las Gemas del Infinito, mucho antes de la llegada de los héroes, para evitar que estos revirtieran el efecto de su chasquido y que hacer dicha acción casi lo mata, luego empieza a alardear que su plan ya está hecho y que el siempre fue inevitable, posteriormente es decapitado en un ataque de furia por Thor con la poderosa Stormbreaker. Cinco años después, los Vengadores descubren que para recuperar las gemas destruidas, estos deberán viajar en el tiempo usando el Reino Cuántico (por sugerencia de Scott Lang), mientras Rhodes y Nebula están en 2014 para recuperar la Gema del Poder antes que el Peter Quill de 2014 lo haga primero. En otra parte de la galaxia, el Thanos de ese mismo año, descubre todos los eventos del presente con una transmisión enlazada de la Nebula del presente con su versión de 2014. Los Vengadores viajan en el tiempo y consiguen con éxito las gemas del infinito antes que él, y al saber que en el futuro ha triunfado al eliminar a la mitad de toda la vida antes de que Thor lo decapitara, decide enviar a la Nebula del 2014 al presente haciéndose pasar a su versión actual y utiliza la máquina del tiempo para transportar al Thanos de 2014 y a su nave al presente para atacar el complejo de los Vengadores en el 2023. El Thanos de 2014 es capaz de dominarlos él solo en combate antes de convocar a la Orden Negro y a sus fuerzas armadas para asediar a la Tierra, y obtener nuevamente las gemas del infinito que están reunidas en un guantelete diseñado por Stark para contenerlas; sin embargo, ahora no sólo desea eliminar a la mitad de toda la vida, sino a todo el universo entero y recrearlo a su propia voluntad y el destino. Sin embargo, el Thanos de 2014 se sorprende al ver que los Vengadores, el ejército de Asgard y Wakanda, entre otros, ya fueron restaurados de vuelta a la vida, a los que el Thanos del presente eliminó, y que se preparan para atacar al Thanos de 2014 y su ejército. En la batalla final, se enfrenta a Iron Man, Thor, Capitán América y Capitana Marvel, hasta que obtiene el guantelete de Stark con las gemas para destruirlos nuevamente, pero para su sorpresa, descubre que las gemas ya no están en el guantelete, y ve como de repente se van uniendo y colocando sobre la mano de Stark, que de alguna manera se las había quitado antes que las pudiera usar nuevamente. Momentos después, Stark declara citando la frase: "Y yo soy Iron Man" y chasquea los dedos, causando que todo el ejército del Thanos de 2014 se desintegre, antes de morir debido a sus heridas. Tras esto y sabiendo que su plan ha fracasado, el Thanos de 2014 muere también desintegrado en polvo.
- En Doctor Strange en el multiverso de la locura (2022), en una realidad alternativa, Thanos instigó la Guerra del Infinito como de costumbre, enfrentándose a los Illuminati, que eran esta versión de los principales protectores de la Tierra. Uno de sus miembros, el hechicero supremo Stephen Strange, usó el poder de Darkhold, un grimorio de magia oscura, para enfrentarse solo a Thanos en el planeta Titán, y finalmente mató al malvado titán en la batalla empalándolo con su propia espada doble glaive.
- Varias variantes alternativas de Thanos aparecen en la serie animada de Disney+, What If...? (2021 - 2024), con Josh Brolin repitiendo el papel.[88]

### Videojuegos
- Thanos apareció en los juegos de lucha de Capcom Marvel Super Heroes y Marvel vs. Capcom 2 como un personaje jugable, expresado por Andrew Jackson.
- Thanos aparece como un personaje de contenido descargable en Lego Marvel Super Heroes.[89]
- Thanos aparece como un personaje jugable de Lego Marvel Vengadores, con la voz de Isaac C. Singleton Jr.
- Thanos es un personaje jugable en Marvel Future Fight.
- Thanos está disponible para jugar en Marvel: Contest of Champions.
- Hay dos versiones jugables de Thanos en el juego móvil match-three Marvel Puzzle Quest. Thanos se agregó al juego en diciembre de 2016.[90]
- Thanos aparece en Guardians of the Galaxy: The Telltale Series, con la voz de Jake Hart. En el primer capítulo, Thanos busca la Forja de la Eternidad, un artefacto antiguo. Él es asesinado en una batalla con los Nova Corps y los Guardianes de la Galaxia.
- Thanos aparece como un personaje jugable en Marvel vs. Capcom: Infinite,[91] expresado nuevamente por Isaac C. Singleton Jr.[92] En este juego, Thanos ya no tiene los movimientos basados en las Gemas del Infinito del Marvel vs. Capcom anterior. juegos. En el modo historia, fue capturado originalmente por Ultron Sigma (una fusión entre Ultron y Sigma de la serie MegaMan X de Capcom), hasta que es rescatado por los héroes restantes y pronto debe ayudar a los héroes a idear otro plan para combatir a Ultron Sigma.
- Thanos también aparece en el juego [93]Fortnite, en el que cualquier jugador puede convertirse momentáneamente en él y tener más poder sobre el resto de jugadores.
- La encarnación UCM de Thanos (basada en su aparición en Avengers: Infinity War) aparece en Lego Marvel Super Heroes 2.[94] Se lo ve en el DLC "Infinity War", donde dirige al Orden Negro a invadir Attilan.
- Thanos (basado en el desempeño de Josh Brolin en Avengers: Infinity War) también aparece en la actualización de Infinity War de Spider-Man Unlimited como jefe.[95][96]
- Thanos aparece en Marvel Powers United VR, con la voz de Isaac C. Singleton Jr.
- Thanos aparece en el videojuego Fortnite: Battle Royale, como parte de una colaboración en conjunto con las películas de Avengers: Infinity War y Avengers: Endgame respectivamente en un modo de juego de tiempo limitado referente al Guantelete del infinito, hasta que finalmente apareció el personaje en la tienda de objetos del juego como personaje jugable, independiente de los modos de juego de tiempo limitado, el cual viene incluido con un accesorio mochilero de su Guantelete del Infinito el cual es reactivo.